# Johannimarkt (Kloster Holzen)

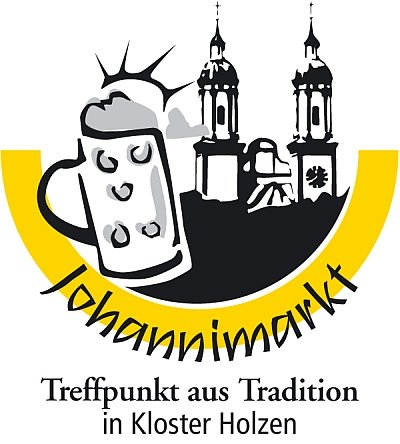
Johannimarkt in Kloster Holzen

Der Johannimarkt im Kloster Holzen ist ein traditioneller Jahrmarkt im Allmannshofer Ortsteil Holzen im schwäbischen Landkreis Augsburg. Er findet jedes Jahr im Juni zum Johanniwochenende um das Kloster Holzen statt und zieht dabei meist tausende Besucher an. Beim Kloster Holzen handelt es sich um ein ehemaliges Kloster der Benediktinerinnen in Allmannshofen in der Diözese Augsburg in Bayern.

## Festgelände in Holzen
Der Johannimarkt findet stets im Allmannshofer Ortsteil Holzen an der Verbindungsstraße zwischen Allmannshofen und Ehingen statt. Das Festgelände umfasst den gesamten Klosterberg in Holzen, begonnen von der Graf-von-Treuberg-Straße im Westen bis zur Klosterstraße am Hotel Kloster Holzen im Südosten.

## Johannimarkt
Durch die jährlich ca. 130 Marktzulieferer bietet der Jahrmarkt eine große Auswahl an Ständen in den Budenstraßen. Das Warenangebot reicht von Mode- und Trendartikeln über Kinderspielzeug und Haushaltswaren bis zu handwerklichen Arbeiten. Dank Vergnügungspark mit Schießstand, Schiffschaukel, Karussell und Trampolinbungee, sowie dem gemütlichen Bierzelt und Biergarten finden sich auch gelungene Abwechslungen im Gegenzug zum Ladenbummeln.
Die anwesenden Schausteller kommen meist aus der schwäbischen Umgebung oder werden von hiesigen Vereinen oder Privatpersonen vertreten.
Jedes Jahr wird auch Keramik für Haus und Garten, die von einer Werkstatt für behinderte Menschen hergestellt wurde, in einer Ausstellung präsentiert und zum Verkauf angeboten.
Begleitet wird das Festzelttreiben von verschiedenen Musikvereinen der näheren Umgebung, beispielsweise von den Ehinger Musikanten oder dem Ellgauer Jugendblasorchester Viva La Musica.

## Ablauf
Samstag
Der Jahrmarkt öffnet am Wochenende des Johanni immer samstags ab 13.00 Uhr seine Tore und lädt zum Ladenbummeln ein.
Ab 18.30 Uhr spielt die erste Kapelle im Festzelt auf.
Sonntag
Der Sonntag beginnt um 08.30 Uhr mit einem gemeinsamen Festgottesdienst der Pfarreiengemeinschaft Nordendorf unter freiem Himmel im Klosterinnenhof. Hierbei unterstützen über 60 Ministranten aus allen angeschlossenen Pfarreien sowie Chöre und Musiker.
Ab 10.30 Uhr wird zum Frühschoppen und anschließendem Mittagstisch mit musikalischer Unterhaltung eingeladen.

## Veranstalter
Der Johannimarkt wird traditionell von der Gemeinde Allmannshofen und deren ansässigen Ortsvereinen, wie der Freiwilligen Feuerwehr Allmannshofen oder dem Schützenverein Gemütlichkeit Allmannshofen organisiert.